# La Guerre des nerfs (film)
Pour les articles homonymes, voir La Guerre des nerfs.
Pour plus de détails, voir Fiche technique et Distribution.
La Guerre des nerfs (War and Pieces) est un film américain d'animation Looney Tunes de 6 minutes et mettant en scène Bip Bip et Vil Coyote réalisé par Chuck Jones et Maurice Noble en 1964.

## Fiche technique
- Réalisateurs : Chuck Jones et Maurice Noble
- Producteur : David H. DePatie
- Compositeur : Milt Franklyn